# Remulopygus patricii
Remulopygus patricii är en mångfotingart som först beskrevs av Pocock 1892.  Remulopygus patricii ingår i släktet Remulopygus och familjen Harpagophoridae. Inga underarter finns listade i Catalogue of Life.